# ISS-Expeditie 36
ISS-Expeditie 36 was de zesendertigste missie naar het Internationaal ruimtestation ISS. De missie begon op 13 mei 2013 met het vertrekken van het Sojoez TMA-07M-ruimtevaartuig vanaf het ISS met drie bemanningsleden van ISS-Expeditie 35 aan boord. 

## Bemanning
| Bevelhebber       | Pavel Vinogradov, RSA 3e ruimtevlucht     | Pavel Vinogradov, RSA 3e ruimtevlucht     |                                          |                                          |
| Flight Engineer 1 | Aleksandr Misoerkin, RSA 1e ruimtevlucht  | Aleksandr Misoerkin, RSA 1e ruimtevlucht  |                                          |                                          |
| Flight Engineer 2 | Christopher Cassidy, NASA 2e ruimtevlucht | Christopher Cassidy, NASA 2e ruimtevlucht |                                          |                                          |
| Flight Engineer 3 |                                           | Karen L. Nyberg, NASA 2e ruimtevlucht     | Karen L. Nyberg, NASA 2e ruimtevlucht    | Karen L. Nyberg, NASA 2e ruimtevlucht    |
| Flight Engineer 4 |                                           | Fjodor Joertsjichin, RSA 4e ruimtevlucht  | Fjodor Joertsjichin, RSA 4e ruimtevlucht | Fjodor Joertsjichin, RSA 4e ruimtevlucht |
| Flight Engineer 5 |                                           | Luca Parmitano, ESA 1e ruimtevlucht       | Luca Parmitano, ESA 1e ruimtevlucht      | Luca Parmitano, ESA 1e ruimtevlucht      |